# Stefania Podgórska
Stefania Podgórska-Burzmińska (* 2. Juni 1921 in Lipa, Powiat Przemyski; † 29. September 2018 in Los Angeles) war eine Gerechte unter den Völkern.
Nachdem ihr Vater 1938 nach schwerer Krankheit gestorben war, begann Stefania Podgórska 1939 in Przemyśl in der Tuchwaren-Handlung der jüdischen Familie Diamant zu arbeiten. Während der deutschen Besetzung Polens 1939–1945 versteckte sie auf dem Dachboden ihres Hauses 13 Juden – alle erlebten die Befreiung. Nach der Befreiung heiratete sie Max Diamant, einen von ihr geretteten Juden. 1961 emigrierten sie zusammen in die Vereinigten Staaten. Max Diamant änderte seinen Namen dort in Josef „Joe“ Burzminski, deshalb ist sie auch als Stefania Podgórska-Burzminski bekannt.
1979 wurde Stefania Podgórska von der Holocaust-Gedenkstätte Yad Vashem die Medaille Gerechter unter den Völkern verliehen.
Sie starb im Alter von 97 Jahren in Los Angeles.